# Carpentersville
Carpentersville – wieś położona w hrabstwie Kane, w stanie Illinois. W 2017 roku Carpentersville liczyło 38 162 mieszkańców. W 2023 roku liczba mieszkańców spadła do 37 099 osób, a gęstość zaludnienia do 1770 osób/km².

## Geografia

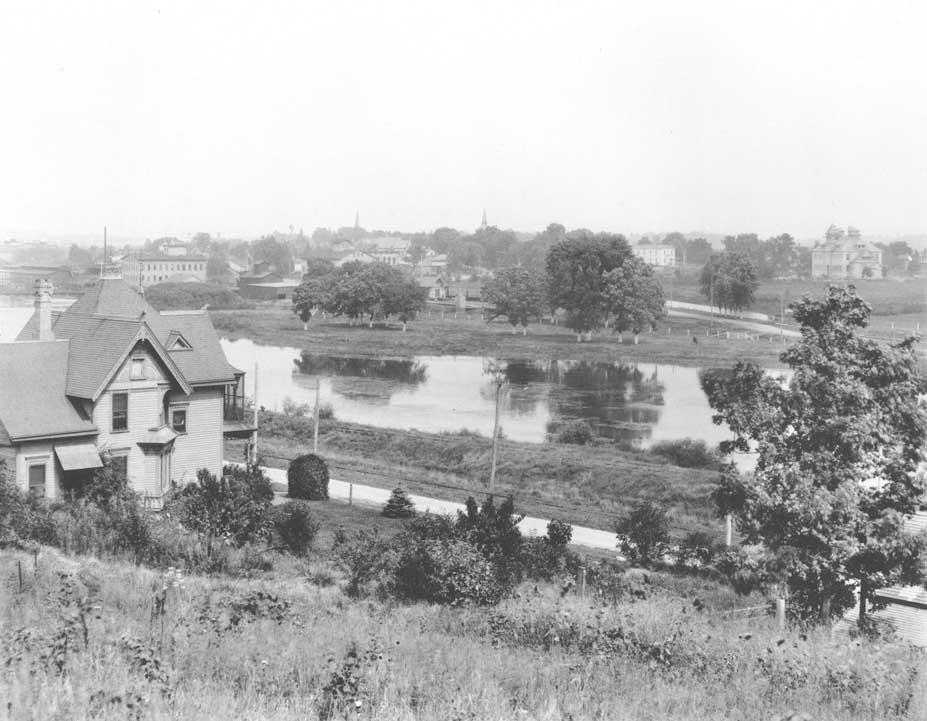
Carpentersville w 1898 r.

Współrzędne wsi to: 42°7′16″N 88°16′29″W. Powierzchnia Carpentersville wynosi 20,96 km². Przez wieś przepływa Rzeka Fox.

## Historia
Wioska powstała w 1837 roku. Założycielami wioski byli Daniel i Charles Carpenter. Początkowo wieś nazywała się Carpenters'Grove. Nazwa ta funkcjonowała do 1851 roku, kiedy nadana została oficjalna nazwa: Carpentersville. Julius Angelo Carpenter, syn Charlesa, otworzył we wiosce pierwszy sklep i zbudował pierwszy dwupiętrowy budynek. Carpentersville rozwijało się wraz z przemysłem do początków XX wieku.
Do lat 50. XX wieku wieś składała się z siatki ulic, skupionej wzdłuż głównej ulicy przy Rzece Fox. W połowie lat 50. zbudowano poddział Meadowdale, który następnie został przyłączony do Carpentersville wraz z centrum handlowym Meadowdale.
Obecnie Carpentersville jest największą wsią w okręgu Dundee.

## Demografia

### Hiszpanie i Latynosi w Carpentersville
Spis ludności w 1990 roku wykazał, że Hiszpanie lub Latynosi stanowią 17% mieszkańców wsi, w 2016 roku było ich 52,3%. Mają oni silną pozycję w społeczności, ponieważ biznes skierowany do nich wciąż się rozwija.

## Znane osoby z Carpentersville
- Bradie Tennel - zwyciężczyni Mistrzostw Łyżwiarstwa Figurowego USA w 2015 i 2018[5]